# Tanera Mòr

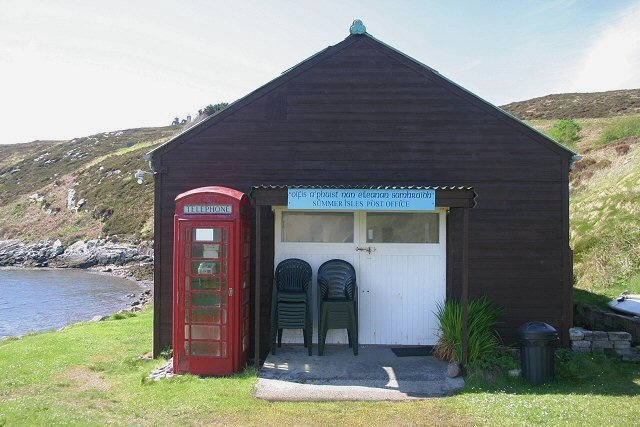
La cafetería y oficina de correos, junto a una típica cabina telefónica británica.

Tanera Mòr o Tannara Mòr (en gaélico escocés) es una isla del grupo de las Summer Isles, localizadas en el archipiélago de las Hébridas Interiores, en Escocia. Tanera Mòr es la más grande de las Summer Isles, así como la única habitada, desde tiempos de los vikingos. Se encuentra ubicada en el Loch Broom.
Tanera Mòr ocupa una superficie de alrededor de 3,1 km². La isla alcanza su punto más alto en la colina Meall Mòr (un nombre escocés para montaña muy común, que significa "colina redonda"), la cual se eleva a 122 m s. n. m.

## Población
En 1881, nada menos que 118 personas vivían en Tanera Mòr, pero todas ellas la abandonaron en 1931 (un año después de que Saint Kilda fuera abandonada).